# Dryadaula bronctotypa
Dryadaula bronctotypa är en fjärilsart som beskrevs av Edward Meyrick 1880. Dryadaula bronctotypa ingår i släktet Dryadaula och familjen äkta malar. Inga underarter finns listade i Catalogue of Life.